# Amandus van Straatsburg
Amandus (ca. 290 - ca. 355) was een christelijke heilige en eerste bisschop van Straatsburg.
Hij wordt genoemd als deelnemer aan de synodes van Sardica en Keulen (346).  Sinds de tiende eeuw vindt men zijn verering in Straatsburg. De echtheid van zijn relikwie in de kerk van Saint-Pierre-le-Vieux in Straatsburg is omstreden. Zijn naamdag (in Straatsburg) is 26 oktober.